# Liste der Baudenkmäler in Niederkassel
Die Liste der Baudenkmäler in Niederkassel enthält die denkmalgeschützten Bauwerke auf dem Gebiet der Stadt Niederkassel im Rhein-Sieg-Kreis in Nordrhein-Westfalen (Stand: August 2017). Diese Baudenkmäler sind in der Denkmalliste der Stadt Niederkassel eingetragen; Grundlage für die Aufnahme ist das Denkmalschutzgesetz Nordrhein-Westfalen (DSchG NRW).

## Baudenkmäler
In der Gemeinde Niederkassel gibt es insgesamt 72 Baudenkmäler. Zwei Baudenkmäler wurden wieder aus der Denkmalliste gestrichen.
Die Liste umfasst falls vorhanden eine Fotografie des Denkmals, falls vorhanden den Namen, sonst kursiv den Gebäudetyp, die Ortschaft, in dem das Denkmal liegt, falls vorhanden die Adresse, eine kurze Beschreibung, das Datum der Eintragung in die Denkmalliste, die Bauzeit und die Listennummer der unteren Denkmalbehörde. Der Name entspricht dabei der Bezeichnung durch die Stadt Niederkassel. Abkürzungen wurden zum besseren Verständnis aufgelöst, die Typografie an die in der Wikipedia übliche angepasst und Tippfehler korrigiert.
| Bild                            | Bezeichnung                     | Lage                                           | Beschreibung | Bauzeit          | Eingetragen seit | Denkmal- nummer |
| ------------------------------- | ------------------------------- | ---------------------------------------------- | --- | ---------------- | ---------------- | --------------- |
| Gemeindehaus Mondorf            | Gemeindehaus Mondorf            | Mondorf Oberdorfstraße 62                      | ehem. Haus des Domdechanten | 1787             | 13.01.1987       | 1               |
|                                 | Hofanlage Römerhof              | Rheidt Bonner Straße 60                        | |                  | 03.02.1987       | 2               |
| weitere Bilder                  | Alter Kirchturm Ranzel          | Ranzel Porzer Straße 103                       | |                  | 25.06.1987       | 3               |
|                                 | Fußfallstation Nr. 1            | Niederkassel Spicher Straße                    | |                  | 25.06.1987       | 4               |
|                                 | Fußfallstation Nr. 2            | Niederkassel Spicher Straße                    | |                  | 25.06.1987       | 5               |
|                                 | Fußfallstation Nr. 3            | Niederkassel Spicher Straße                    | |                  | 25.06.1987       | 6               |
|                                 | Fußfallstation Nr. 4            | Niederkassel Spicher Straße                    | |                  | 25.06.1987       | 7               |
|                                 | Fußfallstation Nr. 5            | Niederkassel Spicher Straße                    | |                  | 25.06.1987       | 8               |
|                                 | Fußfallstation Nr. 6            | Niederkassel Spicher Straße                    | |                  | 25.06.1987       | 9               |
|                                 | Fußfallstation Nr. 7            | Niederkassel Spicher Straße                    | |                  | 25.06.1987       | 10              |
| Thelenkreuz                     | Thelenkreuz                     | Mondorf Am Knippchen                           | |                  | 24.09.1987       | 11              |
| Contzenkreuz                    | Contzenkreuz                    | Mondorf Rheinallee/Provinzialstraße            | |                  | 24.09.1987       | 12              |
| Schollskreuz                    | Schollskreuz                    | Mondorf Rheinallee/Provinzialstraße            | |                  | 24.09.1987       | 13              |
|                                 | Peterskreuz                     | Ranzel Peterstraße                             | |                  | 24.09.1987       | 14              |
|                                 | Strunder Kreuz                  | Ranzel Tempelsgasse/Porzer Straße              | |                  | 25.09.1987       | 15              |
|                                 | Weiler Kreuz                    | Ranzel Wahner Straße 22                        | |                  | 24.09.1987       | 16              |
|                                 | Patronatskirche St. Dionysius   | Rheidt Hoher Rain 29                           | |                  | 31.12.1987       | 18              |
| weitere Bilder                  | Patronatskirche St. Jakobus     | Lülsdorf Rheinstraße 35                        | Neugotisch Dombaumeister Heinrich Wiethase Glocke von 1513 | 1878–1880        | 31.12.1987       | 19              |
|                                 | Grabkreuze am alten Turm        | Lülsdorf Rheinstraße/Auf dem Pemel             | |                  | 28.07.1989       | 20              |
|                                 | Wegekreuz am Elisenhof          | Uckendorf Eschmarer Straße/Kriegsdorfer Weg    | |                  | 28.07.1989       | 21              |
| Heiligenhäuschen                | Heiligenhäuschen                | Mondorf Langgasse                              | |                  | 28.07.1989       | 22              |
|                                 | Heiligenhäuschen am Dornhof     | Rheidt Unterstraße 71                          | |                  | 28.07.1989       | 23              |
|                                 | Heiligenhäuschen                | Rheidt Deutzer Straße                          | |                  | 28.07.1989       | 24              |
| Heiligenhäuschen                | Heiligenhäuschen                | Mondorf Unterdorfstraße 18                     | |                  | 20.09.1989       | 25              |
| Heiligenhäuschen                | Heiligenhäuschen                | Mondorf Unterdorfstraße 32                     | |                  | 20.09.1989       | 26              |
|                                 | Doktorhaus                      | Rheidt Oberstraße 40                           | |                  | 30.05.1990       | 27              |
|                                 | Drolshagener Hof                | Stocken Uckendorfer Straße 29/31               | |                  | 23.08.1990       | 28              |
|                                 | Fachwerkhaus                    | Uckendorf Eschmarer Straße 40                  | |                  | 07.11.1990       | 29              |
|                                 | Villa Elisenhof                 | Uckendorf Eschmarer Straße 75                  | |                  | 07.11.1990       | 30              |
| Ehrenmal in Niederkassel Rheidt | Ehrenmal in Niederkassel Rheidt | Niederkassel-Rheidt Unterstraße                | Baudenkmal Ehrenmal Niederkassel Niederkassel-Rheidt Ehrenmal in Niederkassel-Rheidt Die Säule wurde den Gefallenen zu Ehren errichtet. |                  | 16.04.1991       | 31              |
|                                 | Fachwerkhaus                    | Uckendorf Eschmarer Straße 18                  | |                  | 16.04.1991       | 32              |
|                                 | Backsteinhaus                   | Lülsdorf Uferstraße 52                         | |                  | 16.04.1991       | 33              |
|                                 | Backsteinhaus                   | Lülsdorf Uferstraße 50                         | |                  | 16.04.1991       | 34              |
|                                 | Fachwerkhaus                    | Rheidt Oberstraße 79                           | |                  | 16.03.1992       | 35              |
|                                 | Hofanlage                       | Uckendorf Eschmarer Straße 53                  | |                  | 16.03.1992       | 36              |
|                                 | Hofanlage Schneppenhof          | Lülsdorf Schneppenweg                          | |                  | 24.04.1992       | 37              |
|                                 | Backsteinhaus                   | Mondorf Unterdorfstraße 26                     | |                  | 14.09.1992       | 38              |
|                                 | Synagoge                        | Mondorf Provinzialstraße 48                    | |                  | 15.07.1994       | 40              |
| weitere Bilder                  | jüdischer Friedhof              | Mondorf                                        | |                  | 01.07.1997       | 41              |
|                                 | Fachwerkhaus                    | Rheidt Oberstraße 29                           | |                  | 19.01.1999       | 42              |
|                                 | Alte Volksschule                | Lülsdorf Auf dem Pemel 23                      | |                  | 18.05.1999       | 43              |
| Schiffswerft Bröhl              | Schiffswerft Bröhl              | Mondorf Rheinallee 31                          | Wasser- und Schifffahrtsverwaltung des Bundes/Wasser- und Schifffahrtsamt Köln, Außenstelle Niederkassel (offiziell "Außenbezirk Niederkassel") am Rheinufer. Bis 1983 wurde dort die Schiffswerft Bröhl betrieben. |                  | 18.05.1999       | 44              |
|                                 | Alte Schmiede                   | Lülsdorf Uferstraße 95                         | |                  | 03.05.2001       | 45              |
| Kirche St. Matthäus/Friedhof    | Kirche St. Matthäus/Friedhof    | Niederkassel Annostraße 9                      | |                  | 24.09.2002       | 46              |
| Pfarrhaus                       | Pfarrhaus                       | Niederkassel Annostraße 9                      | |                  | 24.09.2002       | 47              |
|                                 | Antoniterhof                    | Lülsdorf Bachstraße 9                          | |                  | 01.10.2002       | 48              |
| weitere Bilder                  | Rochuskapelle                   | Lülsdorf Berliner Straße                       | |                  | 01.10.2002       | 49 Wikidata     |
|                                 | ehemaliges Zehnthaus            | Lülsdorf Burgstraße 41                         | |                  | 07.10.2002       | 50              |
|                                 | katholisches Pfarramt           | Rheidt Hoher Rain 29                           | |                  | 14.10.2002       | 51              |
| weitere Bilder                  | Rektoratspfarrkirche            | Uckendorf Kirchweg Karte                       | Architekt: Bernhard Hertel | 1908–1909        | 15.10.2002       | 52              |
| Alte Schule                     | Alte Schule                     | Uckendorf Kirchweg 8                           | |                  | 14.10.2002       | 53              |
|                                 | Wegekreuz                       | Lülsdorf Burgstraße 14                         | |                  | 11.03.2003       | 54              |
|                                 | Wegekreuz                       | Rheidt Marktstraße/Deutzer Straße              | |                  | 11.03.2003       | 55              |
|                                 | Wegekreuz                       | Uckendorf Heerstraße 1b                        | |                  | 13.03.2003       | 56              |
|                                 | Grotte                          | Uckendorf Heerstraße 1b                        | |                  | 13.03.2003       | 57              |
|                                 | Türsturz                        | Uckendorf Heerstraße 1b                        | Die Inschrift auf der als Türsturz der ehemaligen Kapelle dienenden Steintafel ist erhalten. Die Tafel befindet sich heute vermauert in der Außenwand eines vormals auf Kirchenland erbauten Privathauses. Sie lautet: „ANNO 171 9, DEN 24. APRIL IST DIESES GOTTES- HAVS GEBAVET WORTEN ZU EHREN DER SCHMERZHAFTE MUTER GOTES. DER IHR THINER WIL SEIN DER GEBE EIN GERINGES HIR EIN“ | 1719             | 13.03.2003       | 58              |
|                                 | Friedhof                        | Rheidt Hoher Rain                              | |                  | 17.03.2003       | 59              |
| Hansenkreuz (oder Pestkreuz)    | Hansenkreuz (oder Pestkreuz)    | Mondorf Hummerich                              | |                  | 19.03.2003       | 60              |
|                                 | Wegekreuz                       | Lülsdorf Langeler Straße/Rheinstraße           | |                  | 20.03.2003       | 61              |
|                                 | Wegestock                       | Rheidt Marktstraße 42                          | |                  | 20.03.2003       | 62              |
|                                 | Backsteinwinkelhof              | Mondorf Oberste Gasse 4a                       | |                  | 20.03.2003       | 63              |
|                                 | Wegekreuz                       | Rheidt Oberstraße/Bonnerstraße                 | |                  | 20.03.2003       | 64              |
|                                 | ehemalige Schule                | Lülsdorf Rheinstraße 29                        | |                  | 06.10.2004       | 65              |
|                                 | Alte Schule                     | Mondorf Unterdorfstraße 7                      | |                  | 06.10.2004       | 66              |
|                                 | Backsteinhaus                   | Mondorf Unterdorfstraße 64                     | |                  | 06.10.2004       | 67              |
|                                 | Fachwerkhaus                    | Mondorf Unterdorfstraße 36                     | |                  | 06.10.2004       | 68              |
|                                 | Madonnenfigur                   | Niederkassel Rathausstraße/Pastor-Grimm-Straße | |                  | 06.10.2004       | 69              |
|                                 | Ausstellungsstück               | Ranzel Wahner Straße                           | |                  | 06.10.2004       | 70              |
| weitere Bilder                  | Gaststätte                      | Mondorf Provinzialstraße 8 Karte               | | 1905             | 18.03.2005       | 71              |
| weitere Bilder                  | Alter Turm                      | Lülsdorf Auf dem Pemel                         | Turm der ehemaligen Kirche St. Jakobus (Lülsdorf) 1980er Jahre restauriert und unter Denkmalschutz gestellt. Jetzt Stadtgalerie | 11./12. Jh. 1637 | 12.08.2005       | 72              |
|                                 | Umfassungsmauer                 | Lülsdorf Burgstraße                            | |                  | 28.06.2006       | 73              |
|                                 | Backsteinbau                    | Mondorf Unterdorfstraße                        | |                  | 05.06.2015       | 74              |

### Ehemalige Baudenkmäler
| Bild | Bezeichnung    | Lage                    | Beschreibung | Bauzeit | Eingetragen seit | Denkmal- nummer |
| ---- | -------------- | ----------------------- | ------------ | ------- | ---------------- | --------------- |
|      | Antoniterkreuz | Lülsdorf Bachstraße     |              |         | 24.09.1987       | 17              |
|      | Wohnhaus       | Lülsdorf Rheinstraße 64 |              |         | 14.09.1992       | 39              |